# Ma Boy (televíziós sorozat)
A Ma Boy (hangul: 마보이) 2012-ben vetített dél-koreai minisorozat Kim Szohjon (김소현, Kim So-hyun) és Szon Ung (선웅, Sun Woong) főszereplésével. Ez volt a Tooniverse csatorna első saját sorozata. A CJ E&M Pictures gyártotta.

## Történet
Csang Gurim (Jang Geu-rim) arról ábrándozik, hogy egy nap híres énekes lesz. Olyan középiskolába irakozik, amely híres a zeneoktatásáról, és ide jár a lány kedvenc K-pop-sztárja, Thedzsun (Tae-joon) is. Gurim (Geu-rim) az iskola legszebb lányának tartott szépséges modellel, Irene-nal kerül egy kollégiumi szobába – csakhogy véletlenül feldezi hogy Irene igazából fiú.

## Szereplők
- Szon Ung (Sun Woong) (선웅): Irene/Hjonu (Hyun Woo)
- Kim Szohjon (Kim So-hyun) (김소현): Csang Gurim (Jang Geu-rim)
- Min Hu (Min Hoo) (민후): Thedzsun (Tae-joon)
- Kim Hajon (Kim Ha-yeon) (김하연): Csiszu (Ji-soo)
- Kang Hjondzsung (Kang Hyun-joong) (강현중): I Okman (Lee Eok-man)
- Pak Higon (Park Hee-gon) (박희곤): Hunnam (Hoon-nam)